# رود تومچا
رود تومچا (انگلیسی: Tumcha) یک رودخانه در استان مورمانسک کشور روسیه است.